# Fußball-Weltmeisterschaft 2010/Honduras
Dieser Artikel behandelt die honduranische Fußballnationalmannschaft bei der Fußball-Weltmeisterschaft 2010.

## Qualifikation
Die Mannschaft qualifizierte sich über die Qualifikationsspiele der CONCACAF für die Weltmeisterschaft in Südafrika.
Wegen eines Freiloses für die erste Runde nahm das Team erst ab der zweiten Quali-Runde teil, wo es sich mit einem 4:0-Sieg und einem 2:2-Remis aus Hin- und Rückspiel gegen Puerto Rico klar durchsetzte.
In der dritten Runde traf die Mannschaft unter Nationaltrainer Reinaldo Rueda auf Mexiko, Jamaika und Kanada. In der recht starken Gruppe rangierte Honduras nach vier Siegen und zwei Niederlagen aus sechs Partien am ersten Gruppenplatz und erreichte so die vierte Qualifikationsrunde.
Dort traf die Nationalelf von Honduras auf die USA, Mexiko, Costa Rica, El Salvador und Trinidad und Tobago.

### Zweite Runde
4. Juni 2008: Honduras – Puerto Rico 4:0 (1:0)
14. Juni 2008: Puerto Rico–Honduras 2:2 (2:1)

### Dritte Runde
20. August 2008:
Mexiko – Honduras 2:1 (0:1)
6. September 2008:
Kanada – Honduras 1:2 (1:0)
10. September 2008:
Honduras – Jamaika 2:0 (0:0)
11. Oktober 2008:
Honduras – Kanada 3:1 (1:0)
15. Oktober 2008:
Jamaika – Honduras 1:0 (1:0)
19. November 2008:
Honduras – Mexiko 1:0 (0:0)

### Vierte Runde
11. Februar 2009:
Costa Rica – Honduras 2:0 (0:0)
28. März 2009:
Trinidad und Tobago – Honduras 1:1 (0:0)
1. April 2009:
Honduras – Mexiko 3:1 (2:0)
6. Juni 2009:
USA – Honduras 2:1 (1:1)
10. Juni 2009:
Honduras – El Salvador 1:0 (1:0)
12. August 2009:
Honduras – Costa Rica 4:0 (1:0)
5. September 2009:
Honduras – Trinidad und Tobago 4:1 (2:0)
9. September 2009:
Mexiko – Honduras 1:0 (0:0)
10. Oktober 2009:
Honduras – USA 2:3 (0:0)
14. Oktober 2009:
El Salvador – Honduras 0:1 (0:0)

## Honduranisches Aufgebot
Nationaltrainer Reinaldo Rueda nominierte seinen endgültigen WM-Kader bereits am 11. Mai 2010 und damit einen Monat vor Meldefrist. Neben den 23 Spielern für das WM-Aufgebot nominierte Rueda zudem sieben Reservespieler (Kevin Hernández, Melvin Valladares (beide Real España), Carlo Costly (FC Vaslui/Rumänien), Mariano Acevedo, Erick Norales (beide Marathón), Jerry Palacios (Hangzhou Nabel Greentown/China), Johnny Leverón (Motagua)) zur Kompensation etwaiger verletzungsbedingter Ausfälle. Kurz vor dem Auftaktspiel musste Julio César de León verletzt abreisen und wurde durch Jerry Palacios ersetzt. Dadurch stehen mit Jerry, Johnny und Wilson Palacios erstmals in der WM-Geschichte drei Brüder gleichzeitig im Aufgebot einer Mannschaft.
| Nr.               | Name                   | Verein vor WM-Beginn | Geburtstag | Spiele   | Tore     |          |          |          |          |
| Torhüter          | Torhüter               | Torhüter             | Torhüter   | Torhüter | Torhüter | Torhüter | Torhüter | Torhüter | Torhüter |
| ----------------- | ---------------------- | -------------------- | ---------- | -------- | -------- | -------- | -------- | -------- | -------- |
| 1                 | Ricardo Canales        | CD Motagua           | 30.05.1982 | 0        | 0        | 0        | 0        | 0        |          |
| 18                | Noel Valladares        | CD Olimpia           | 03.05.1977 | 3        | 0        | 0        | 0        | 0        |          |
| 22                | Donis Escober          | CD Olimpia           | 03.02.1981 | 0        | 0        | 0        | 0        | 0        |          |
| Abwehrspieler     |                        |                      |            |          |          |          |          |          |          |
| 2                 | Osman Chávez           | CD Platense          | 29.07.1984 | 3        | 0        | 1        | 0        | 0        |          |
| 3                 | Maynor Figueroa        | Wigan Athletic       | 02.05.1983 | 3        | 0        | 0        | 0        | 0        |          |
| 4                 | Johnny Palacios        | CD Olimpia           | 20.12.1986 | 0        | 0        | 0        | 0        | 0        |          |
| 5                 | Víctor Bernárdez       | RSC Anderlecht       | 24.05.1982 | 1        | 0        | 0        | 0        | 0        |          |
| 14                | Boniek García          | CD Olimpia           | 04.09.1984 | 0        | 0        | 0        | 0        | 0        |          |
| 16                | Mauricio Sabillón      | Hangzhou Greentown   | 11.11.1978 | 1        | 0        | 0        | 0        | 0        |          |
| 21                | Emilio Izaguirre       | CD Motagua           | 10.05.1986 | 2        | 0        | 1        | 0        | 0        |          |
| 23                | Sergio Mendoza         | CD Motagua           | 23.05.1981 | 2        | 0        | 0        | 0        | 0        |          |
| Mittelfeldspieler |                        |                      |            |          |          |          |          |          |          |
| 6                 | Hendry Thomas          | Wigan Athletic       | 23.02.1985 | 2        | 0        | 1        | 0        | 0        |          |
| 7                 | Ramón Núñez            | CD Olimpia           | 14.11.1985 | 3        | 0        | 0        | 0        | 0        |          |
| 8                 | Wilson Palacios        | Tottenham Hotspur    | 29.07.1984 | 3        | 0        | 2        | 0        | 0        |          |
| 10                | Jerry Palacios         | Hangzhou Greentown   | 13.05.1982 | 2        | 0        | 0        | 0        | 0        |          |
| 13                | Róger Espinoza         | Sporting Kansas City | 25.10.1986 | 2        | 0        | 0        | 0        | 0        |          |
| 17                | Edgar Álvarez          | AS Bari              | 08.01.1980 | 2        | 0        | 0        | 0        | 0        |          |
| 19                | Danilo Turcios         | CD Olimpia           | 08.05.1978 | 2        | 0        | 1        | 0        | 0        |          |
| 20                | Amado Guevara          | CD Motagua           | 02.05.1976 | 2        | 0        | 0        | 0        | 0        |          |
| Stürmer           |                        |                      |            |          |          |          |          |          |          |
| 9                 | Carlos Pavón           | Real España          | 09.10.1973 | 1        | 0        | 0        | 0        | 0        |          |
| 11                | David Suazo            | CFC Genua            | 05.11.1979 | 2        | 0        | 1        | 0        | 0        |          |
| 12                | Georgie Welcome        | CD Motagua           | 09.03.1985 | 3        | 0        | 0        | 0        | 0        |          |
| 15                | Walter Julián Martínez | CD Marathón          | 28.03.1982 | 3        | 0        | 0        | 0        | 0        |          |
| Trainer           |                        |                      |            |          |          |          |          |          |          |
|                   | Reinaldo Rueda         |                      | 16.04.1957 |          |          |          |          |          |          |

## Vorrunde
In der Vorrunde der Weltmeisterschaft 2010 in Südafrika traf die honduranische Nationalmannschaft in der Gruppe H auf Spanien, Schweiz und Chile. In den drei Spielen gelang Honduras kein Tor und so schied man mit zwei Niederlagen und einem Unentschieden als Tabellenletzter aus.
- Mittwoch, 16. Juni 2010; 13:30 Uhr in Nelspruit
 Honduras –  Chile 0:1 (0:1)

- Montag, 21. Juni 2010; 20:30 Uhr in Johannesburg
 Spanien –  Honduras 2:0 (1:0)

- Freitag, 25. Juni 2010; 20:30 Uhr in Mangaung/Bloemfontein
 Schweiz –  Honduras 0:0